# 羅湖口岸
羅湖口岸是位於中國廣東省深圳市羅湖區:457的邊境口岸。南臨香港北區羅湖的邊界，是中國內地和香港之間客流量最大的陸路邊境口岸，也曾是中國內地客流量最大的陸路邊境口岸，惟該紀錄已被珠海拱北口岸打破。羅湖口岸可處理較多的出入境旅客，足以應付每日40萬出入境人次。羅湖口岸南接香港的羅湖管制站，經鐵路連接香港市區；中國大陸端出口即是深圳站廣場，廣場旁即是羅湖商業城、深圳火車站及火車站大酒店等，廣場下方即是深圳地鐵羅湖站，其於旅遊旺季期間，人潮會十分繁忙，但仍比皇崗口岸等候過關時間短。

## 歷史

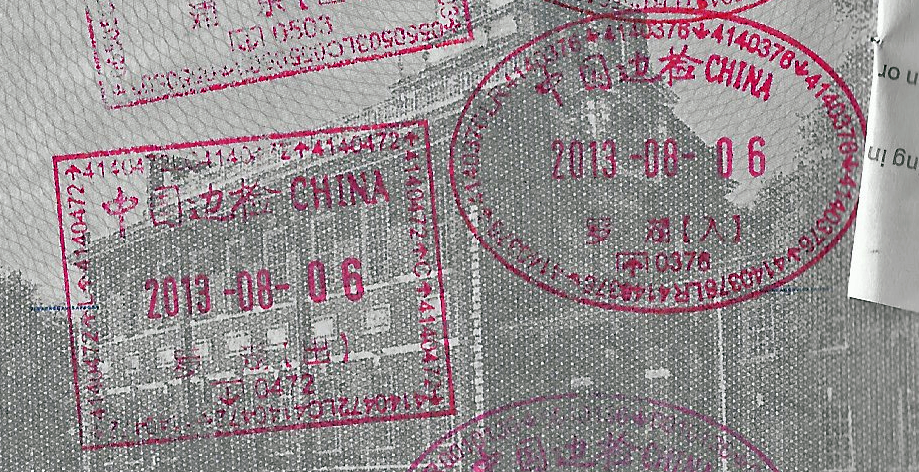
罗湖口岸出入境边检验讫章

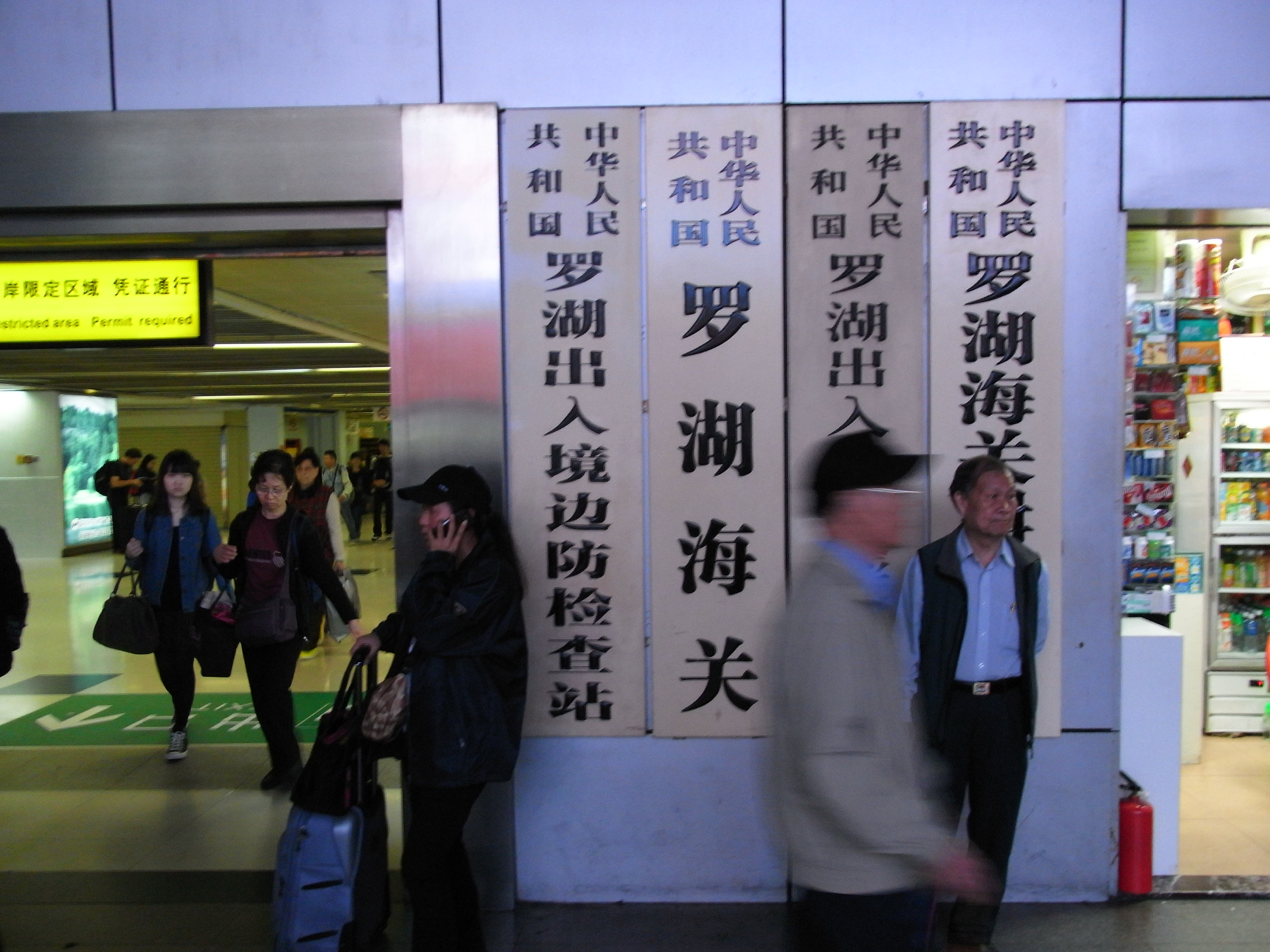
罗湖口岸各类管理机构门牌

1887年4月2日，清政府在香港設立“九龍關”，但由於中英於1898年簽署《展拓香港界址專條》，將邊境北移至深圳河，該海關隨即失去作用。1906年橫跨深圳河的羅湖橋建成。
1949年10月19日解放軍進駐寶深（寶安、深圳），並於當年12月起接收各深港關口。1950年7月1日，中央人民政府政務院批准羅湖口岸正式成為國家對外開放口岸并成立羅湖邊檢站。
羅湖口岸現時的聯檢大樓，始於1984年1月動工修建，1986年6月14日落成啟用。
由2001年12月1日起，羅湖口岸的通關時間是自06:30至23:59，該口岸並非24小時均可通行。
在2006至07年度，經羅湖管制站出入境的旅客達9,300萬人次，成為世界最繁忙的過境口岸，但此記錄自2011年被珠海市連接澳門特別行政區的拱北口岸打破。
2012年4月16日約晚上19:34，深圳羅湖口岸的聯檢大樓因為三樓的電線短路而發生火警全幢大廈停電，事件中無人受傷。使香港的港鐵東鐵綫在晚間往羅湖站的服務暫停，並隨著深圳的公安部門把福田口岸延長開放口岸時間至22:30，港鐵增加往落馬洲站的東鐵綫列車班次以紓緩過境人潮。
因应2019冠状病毒病疫情，香港特區政府宣布需要進一步暫停部分香港出入境管制站運作，故自2020年2月4日起，港鐵羅湖站對應的羅湖口岸暫時關閉。
雖然內地與香港於2023年1月8日重新通關，但政府表示由於羅湖口岸原有的設施設備老化，存在安全隱患，加上深圳市亦已啟動羅湖口岸聯檢大樓改造工程的前期工作，因此羅湖口岸將不會短時間內重開。随着內地與香港全面放开港澳出入境措施，羅湖口岸已於2023年2月6日重開。
2024年1月23日，经深港两地政府协商，并报国家口岸管理办公室批准，罗湖口岸2月9日、2月11日通关服务时间延长至次日凌晨02:00。

## 接駁交通

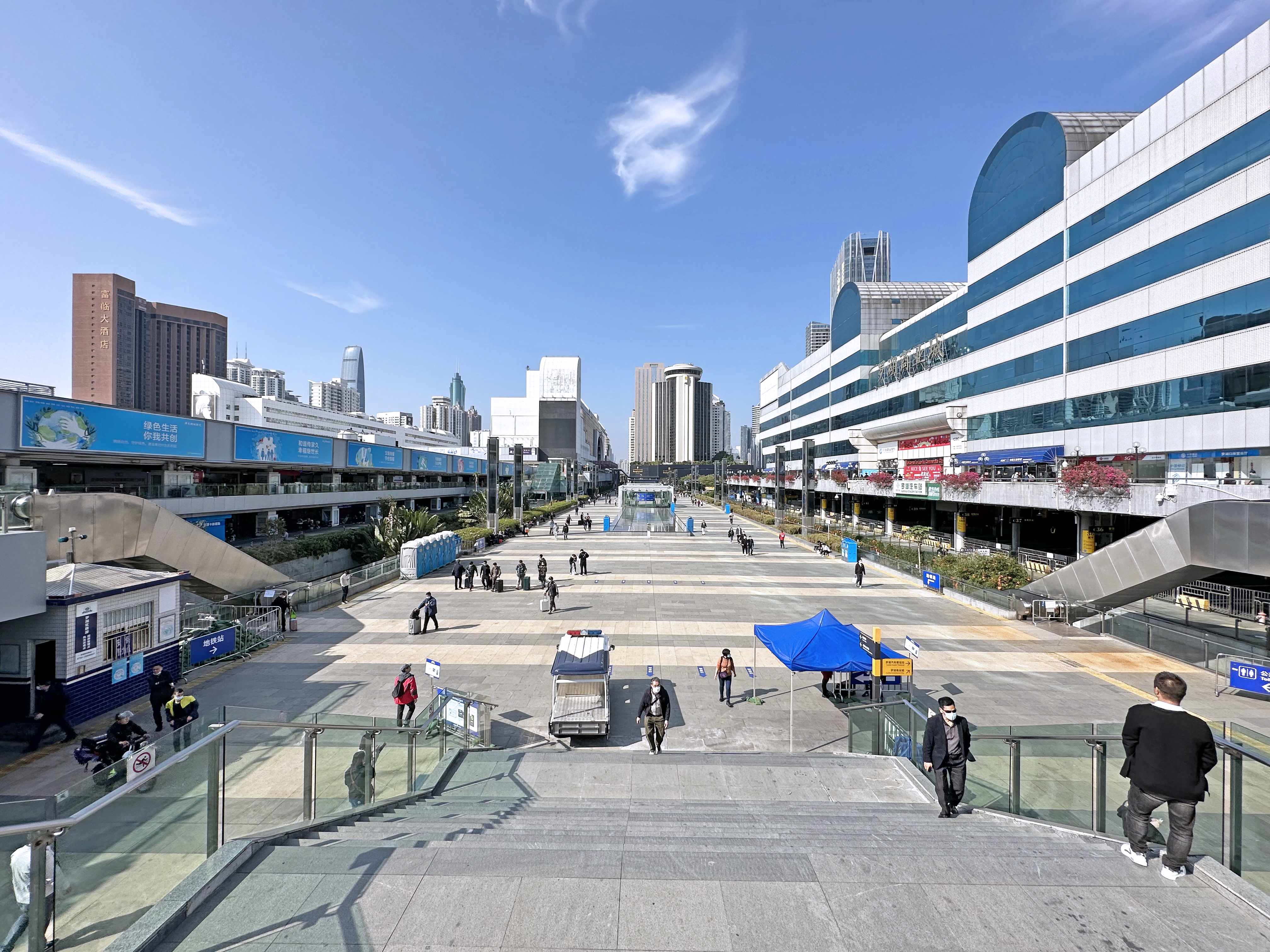
位于罗湖口岸旁的罗湖商业城和深圳火車站

| 编号 | 编号       | 线路                         | 线路 | 线路                 | 收费  | 运营商   | 备注                                     |
| ---- | ---------- | ---------------------------- | ---- | -------------------- | ----- | -------- | ---------------------------------------- |
|      | 1          | 布心总站                     | ⇆    | 火车站               | 2元   | 巴士公汽 |                                          |
|      | 12         | 颂德花园公交总站             | ⇆    | 火车站               | 2.5元 | 巴士公汽 |                                          |
|      | 17         | 水库总站                     | ⇆    | 火车站               | 2元   | 巴士公汽 |                                          |
|      | 82         | 木棉湾总站                   | ⇆    | 火车站               | 2元   | 巴士公汽 |                                          |
|      | 83         | 观山祥苑公交首末站           | ⇆    | 火车站               | 2元   | 巴士公汽 |                                          |
|      | 97         | 深业东岭总站                 | ⇆    | 火车站               | 2元   | 巴士公汽 |                                          |
|      | 306        | 翠枫豪园                     | ⇆    | 火车站               | 2.5元 | 巴士二分 | 原 106                                   |
|      | E13        | 松岗马田公交总站             | ⇆    | 火车站               | 10元  | 西部二分 | 原 K538松岗                              |
|      | E17        | 聚龙山公园                   | ⇆    | 火车站               | 10元  | 东部五分 | 平峰期为定时班车；原 高快巴士5（第二代） |
|      | M112       | 清湖产业园总站               | ⇆    | 科学馆地铁公交接驳站 | 3元   | 巴士二分 | 原 302                                   |
|      | M152       | 鸿荣源鸿创科技中心公交首末站 | ⇆    | 火车站               | 2.5元 | 西部四分 | 原 352                                   |
|      | M205       | 盐田北综合车场               | ⇆    | 火车站               | 3元   | 巴士二分 | 经梧桐山隧道；原 高峰专线205             |
|      | M401       | 清湖产业园总站               | ⇆    | 火车站               | 3元   | 巴士二分 | 原 K302                                  |
|      | M508       | 布澜路总站                   | ⇆    | 火车站               | 2.5元 | 巴士二分 | 原 306区间                               |
|      | 高峰专线73 | 景芬路口                     | →    | 火车站               | 2.5元 | 巴士二分 | 定时班车                                 |

| 编号 | 编号 | 线路                 | 线路 | 线路                 | 收费  | 运营商   | 备注                                 |
| ---- | ---- | -------------------- | ---- | -------------------- | ----- | -------- | ------------------------------------ |
|      | 8    | 六约新村总站         | ⇆    | 火车站西广场公交总站 | 2元   | 巴士二分 | 经深坑工业区、深圳东站、通新岭地铁站 |
|      | 18   | 草埔地铁站公交总站   | ⇆    | 火车站西广场公交总站 | 2元   | 巴士公汽 |                                      |
|      | 61   | 六约新村总站         | ⇆    | 火车站西广场公交总站 | 2元   | 巴士二分 | 经瑞泽家园、布吉中学、笋岗火车站     |
|      | 73   | 福田交通枢纽公交场站 | ⇆    | 火车站西广场公交总站 | 2.5元 | 巴士公汽 |                                      |
|      | 321  | 新田总站             | ⇆    | 火车站西广场公交总站 | 2–7元 | 巴士二分 |                                      |
|      | M239 | 坪地汇源工业区总站   | ⇆    | 火车站西广场公交总站 | 2–8元 | 东部三分 | 原 309                               |
|      | M373 | 南湾丹竹头村总站     | ⇆    | 火车站西广场公交总站 | 2.5元 | 西部四分 | 原 386                               |
|      | M453 | 坂田旭景佳园总站     | ⇆    | 火车站西广场公交总站 | 2–5元 | 西部四分 | 原 333                               |

| 编号 | 编号 | 线路     | 线路 | 线路          | 收费   | 运营商   | 备注 |
| ---- | ---- | -------- | ---- | ------------- | ------ | -------- | ---- |
|      | 337  | 海上田园 | ⇆    | 火车站337总站 | 2–10元 | 西部二分 |      |

## 使用情況

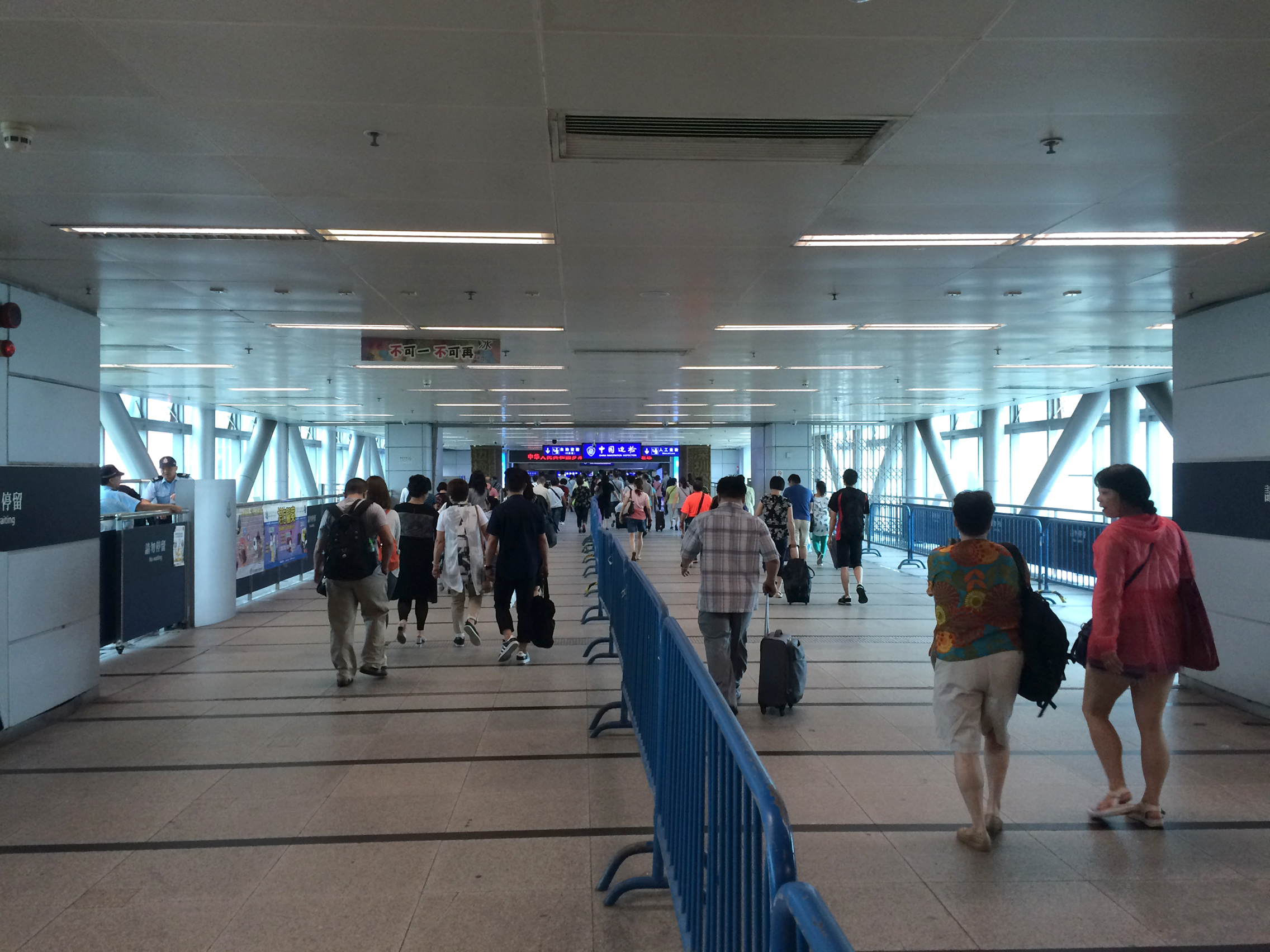
通过罗湖桥前往罗湖口岸

羅湖口岸設於內地深圳站附近并配套有地铁站，往內地人士完成過關手續後，便可立即前往深圳站乘搭廣深鐵路或在罗湖站乘搭深圳地鐵；而往香港人士亦可經連接羅湖商業城的天橋直接前往離境大堂，到達香港羅湖管制站後亦可立即乘搭港鐵前往市區，比皇崗口岸、沙頭角口岸等須乘搭陸路交通工具前往更方便。因此，羅湖口岸一直深受兩地民眾歡迎，成為中港兩地最繁忙的口岸。
踏入九十年代，中港兩地交往日頻繁，使用羅湖口岸的人口年年上升。1997年香港主權移交後，羅湖口岸多次延長過境時間，但仍無法應付龐大的過境流量。
當過境人流過多時，口岸一般會開放離境大堂上層的停車場助分流人群。若人流持續，口岸人員會將設於羅湖商業城的入口暫時關閉，離境人士須前往下層的口岸商場經電梯返回離境大堂。由於過多的人流進入口岸會呈現一條蛇形般長的隊形，故被稱為「打蛇餅」。不過，此情況自2007年福田口岸及深圳灣口岸通關後已較為罕見。

## 未來發展

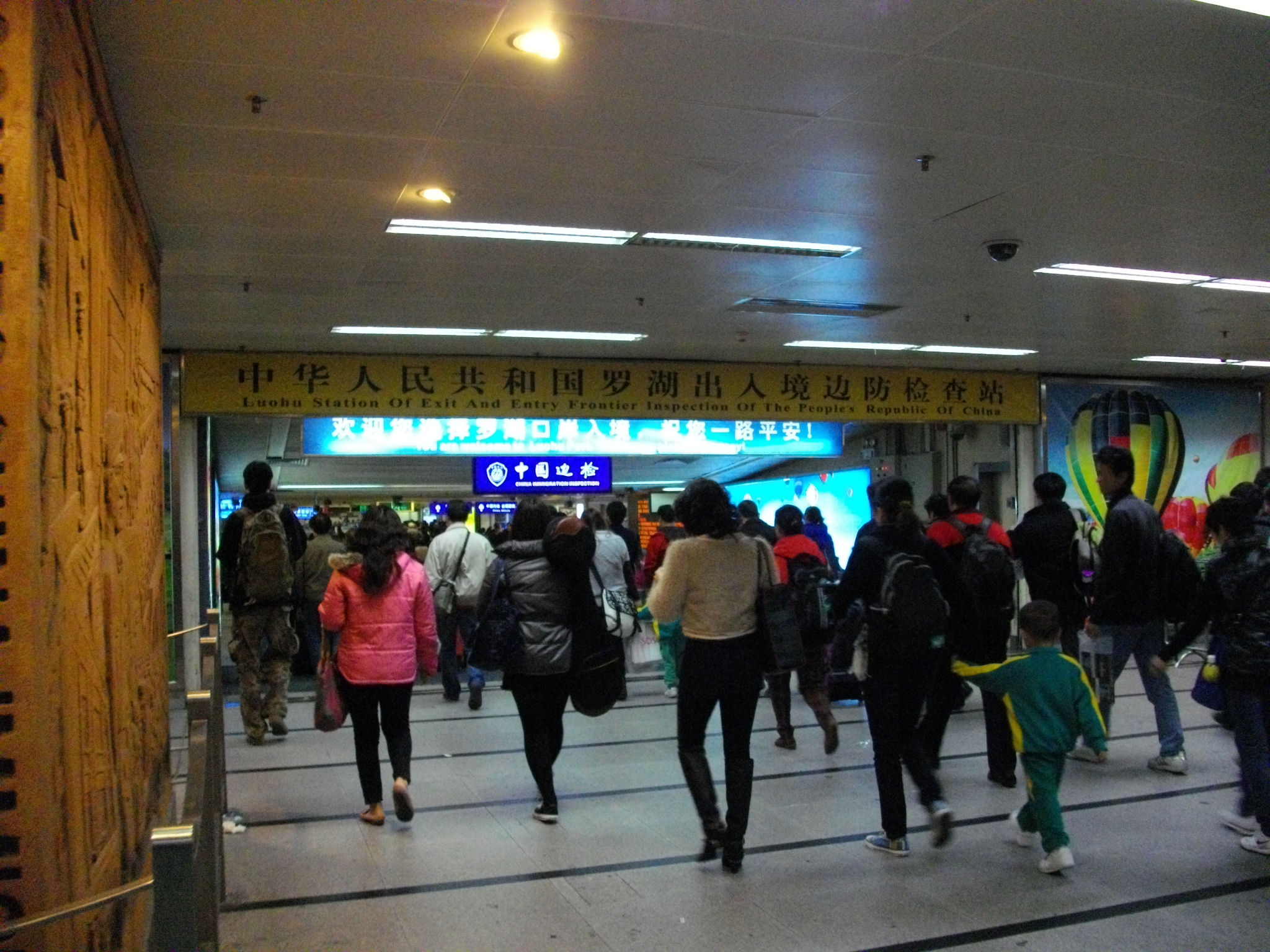
从罗湖口岸入境中国内地

因罗湖口岸建成年限长，存在机电设施设备老化、管线错综复杂、通关效率不高等问题，亟待整体升级改造，多家傳媒在2019年12月報道，深圳當局開始重新規劃羅湖口岸的設計，改變現時由港鐵東鐵綫羅湖站步行往深圳的通關模式，建議把港鐵東鐵綫北延過深圳河，預留接口位置與香港在內地做「一地兩檢」，並且在內地口岸連接深圳地鐵兩條線路包括11及17號線，加強羅湖口岸與深圳地鐵系統的接駁，讓市民過關後能夠更快捷轉乘深圳地鐵，將市民由港鐵羅湖站轉乘至深圳的鐵路所需時間由平均11分鐘大幅縮減至5分半鐘，又會加強深圳站各項交通，將口岸打造成港深兩地的高鐵樞紐。港府表示未有接獲深圳市政府有關部門建議，待接獲深圳市政府提出的正式建議後，有關部門會研究建議的可行性及效益。
2023年2月，深圳与香港双方达成共识，对罗湖口岸采取“边通关、边改造”模式，深圳市口岸办分“三步走”对罗湖口岸进行改造：第一阶段，在罗湖口岸交通楼建设临时通关场地；第二阶段，临时通关场地建设完成后，通关旅客转场到临时场地；第三，罗湖口岸联检楼整体改造完成后，恢复联检楼通关。深圳市口岸办还披露，将在罗湖口岸推行试点常旅客计划。
2024年6月26日，香港保安局局长邓炳强表示，接深圳方面消息，深圳没有计划将東鐵綫引入罗湖区，换言之罗湖口岸改造后，仍继续沿用目前的清关模式，原先计划的「一地兩檢」安排则不会使用。